# Günter Guillaume

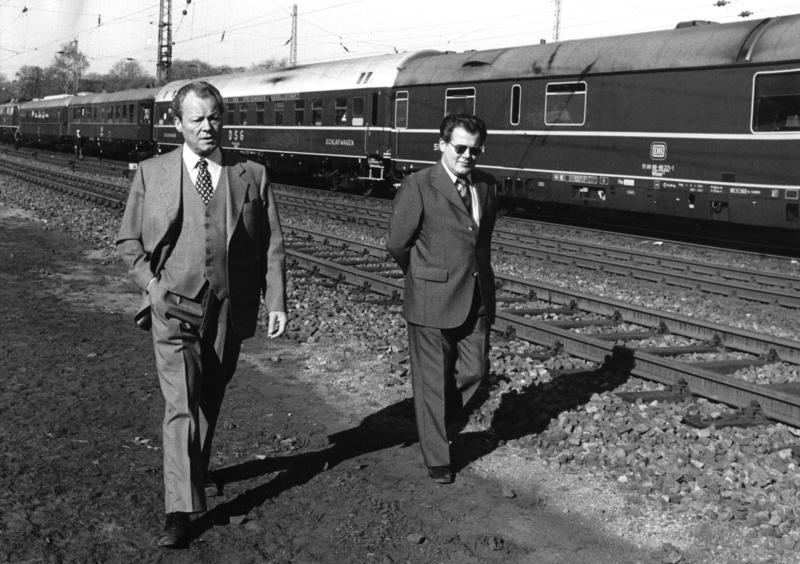
Guillaume (rechts) met Willy Brandt in 1974

Günter Guillaume (Berlijn, 1 februari 1927 – Eggersdorf, 10 april 1995) was een spion van de Oost-Duitse geheime dienst, de Stasi.
Guillaume verhuisde in 1956 met zijn vrouw, Christel Boom, naar Frankfurt am Main in West-Duitsland. Zijn opdracht was om binnen te dringen in de West-Duitse politiek en van binnenuit te rapporteren. Hij maakte carrière binnen de Sozialdemokratische Partei Deutschlands en werd uiteindelijk een van de naaste medewerkers van bondskanselier Willy Brandt.
In 1974 kwamen Guillaumes activiteiten voor de Oost-Duitse geheime dienst uit. Deze ontdekking bracht Willy Brandt zoveel politieke schade toe dat hij moest aftreden. Guillaume werd veroordeeld tot 13 jaar gevangenisstraf, terwijl zijn vrouw tot 8 jaar veroordeeld werd. In 1981 werd hij bij een spionnenruil aan de DDR overgedragen.
Terug in de DDR werkte Guillaume verder voor de Stasi en was betrokken bij de opleiding van geheim agenten. Guillaume begon een affaire met Stasi-agente Elke Bröhl, waarna zijn vrouw Christel de echtscheiding aanvroeg. Guillaume nam hierna de naam Bröhl aan. In 1988 publiceerde hij zijn autobiografie (Die Aussage).
In juli 2007 raakte bekend dat Günter Guillaume lid zou geweest zijn van de nazi-partij NSDAP. Uit partijdocumenten die in het Bundesarchiv bewaard worden, zou blijken dat hij in 1944 als Hitlerjunge in de NSDAP opgenomen werd.